# Master Celebrations
Master Celebrations är ett samlingsalbum av det svenska punkbandet No Fun at All, utgivet den 11 november 2000 på CD av Burning Heart Records.
Skivans låtar är tagna från bandets tidigare studioalbum och EP, men innehåller också tre tidigare outgivna låtar, däribland en nyinspelad version av låten "Alcohol", först utgiven på samlingsalbumet Cheap Shots Vol. 1 (1995).

## Låtlista
1. "Master Celebrator"
2. "Suicide Machine"
3. "Strong and Smart"
4. "Out of Bounds"
5. "I Won't Believe in You"
6. "Wow and I Say Wow"
7. "Celestial Q&A"
8. "In a Rhyme"
9. "Stranded"
10. "Beachparty"
11. "Should Have Known"
12. "Lose Another Friend"
13. "Where's the Truth?"
14. "Believers"
15. "My Extraordinary Mind"
16. "Beat 'Em Down"
17. "Vision"
18. "Talking to Remind Me"
19. "Catch Me Running Round"
20. "Growing Old, Growing Cold"
21. "Second Best"
22. "Aftermath"
23. "Lovely Ordeal"
24. "Alcohol"

### Fotnoter
1. ↑  ”Master Celebrations”. Discogs.com. http://www.discogs.com/No-Fun-At-All-Master-Celebrations/release/876646. Läst 31 mars 2012.
2. ↑  ”Master Celebrations”. Burning Heart Records. Arkiverad från originalet den 14 november 2012. https://web.archive.org/web/20121114111320/http://www.burningheart.com/bands/index.php?id=74. Läst 31 mars 2012.